# Menefessi
Menefessi (łac. Dioecesis Menefessitanus) – stolica historycznej diecezji w Cesarstwie rzymskim w prowincji Byzacena, współcześnie w Tunezji. Obecnie katolickie biskupstwo tytularne.

## Biskupi tytularni
| Lp. | Biskup                           | Funkcja                                                              | Od               | Do                |
| --- | -------------------------------- | -------------------------------------------------------------------- | ---------------- | ----------------- |
| 1   | Ignatius John Doggett            | emerytowany biskup Aitape (Papua-Nowa Gwinea)                        | 6 czerwca 1969   | 7 lipca 1976      |
| 2   | Frédéric Etsou-Nzabi-Bamungwabi  | arcybiskup koadiutor Mbandaka-Bikoro (Demokratyczna Republika Konga) | 8 lipca 1976     | 11 listopada 1977 |
| 3   | István Ács                       | biskup pomocniczy Eger (Węgry)                                       | 23 kwietnia 1988 | 27 marca 1993     |
| 4   | José Trinidad González Rodríguez | biskup pomocniczy Guadalajary (Meksyk)                               | 21 lutego 1997   | 1 kwietnia 2024   |